# بيتر جونسون (لاعب كرة قدم بريطاني)
بيتر جونسون (بالإنجليزية: Peter Johnson)‏ (5 أكتوبر 1958 في المملكة المتحدة - ) هو لاعب كرة قدم بريطاني في مركز الدفاع. لعب مع نادي إكزتر سيتي ونادي بريستول سيتي ونادي بيتربورو يونايتد ونادي دونكاستر روفرز ونادي ساوثيند يونايتد ونادي غيلينغهام ونادي كرو ألكساندرا ونادي ميدلزبره وويكمب وندررز ونيوكاسل يونايتد ودارلينجتون إف سى.

## وصلات خارجية
- بيتر جونسون على موقع قاعدة بيانات كرة القدم.إي يو (الإنجليزية)